# گشتاور (فیزیک)
گشتاور (انگلیسی: Moment) در فیزیک یک بیان ریاضی است که شامل حاصل ضرب فاصله و کمیت فیزیکی است. گشتاورها معمولاً با توجه به یک نقطه مرجع ثابت تعریف می‌شوند و به کمیت‌های فیزیکی که در فاصله‌ای از نقطه مرجع قرار دارند، اشاره دارند. به این ترتیب، گشتاور محل یا ترتیب مقدار را حساب می‌کند. برای نمونه، گشتاور نیرو که اغلب گشتاور نیرو (Torque) نامیده می‌شود، حاصل ضرب نیروی وارد بر جسم و فاصله از نقطه مرجع تا جسم است. در اصل، هر کمیت فیزیکی را می‌توان در یک فاصله ضرب کرد تا یک گشتاور به‌دست آید. کمیت‌های رایج مورد استفاده شامل نیرو، جرم و توزیع‌های بار الکتریکی هستند.

## پیچیدگی
گشتاور در ابتدایی‌ترین شکل آن، حاصل‌ضرب فاصله تا یک نقطه که به توان رسیده در یک کمیت فیزیکی (مانند نیرو یا بار الکتریکی) در آن نقطه است:
{\displaystyle \mu _{n}=r^{n}\,Q,}
در این رابطه  {\displaystyle Q} کمیت فیزیکی مانند نیروی اعمال‌شده در یک نقطه یا بار یک نقطه یا جرم یک نقطه و مانند آن است. اگر کمیت فقط در یک نقطه متمرکز نباشد، گشتاور برابر با انتگرال چگالی آن کمیت در فضا خواهد بود:
{\displaystyle \mu _{n}=\int r^{n}\rho (r)\,dr}
که در این رابطه {\displaystyle \rho } نشان‌دهنده توزیع چگالی بار، جرم یا هر کمیت محاسبه‌شده دیگر است.